# Mikrozytäre Anämie
Mikrozytäre Anämie ist eine Sammelbezeichnung für jeden Typus einer Anämie, die sich durch kleine Erythrozyten auszeichnet. Das normale mittlere Erythrozyteneinzelvolumen (in Blutbild-Ergebnissen mit MCV abgekürzt) liegt bei 76-100 fL. Bei kleineren Zellen (<76 fL) wird es als mikrozytär und bei großen Zellen (>100 fL) als makrozytär bezeichnet.
Bei der mikrozytären Anämie sind die Erythrocyten meistens auch hypochrom, was bedeutet, dass die Erythrocyten blasser als gewöhnlich sind. Dies kann durch das Mittlere Korpuskuläre Hämoglobin, die Menge von Hämoglobin pro Zelle, bestimmt werden; der normale Wert liegt bei 27-32 Pikogramm (pg). Ähnlich ist die Mittlere Korpuskuläre Hämoglobinkonzentration (MCHC), bei der die Menge an Hämoglobin pro Volumen der Erythrozyten normalerweise bei etwa 320-360 g/L oder 32-36 g/dL liegt. Typischerweise wird daher eine Anämie dieser Kategorie als „mikrozytäre, hypochromen Anämie“ beschrieben.

## Arten
Typische Arten der mikrozytären Anämie sind:
- Kindheit
  - Eisenmangelanämie,[1] bei Weitem der häufigste Fall der Anämie und im Allgemeinen auch besonders bei der mikrozytären Anämie
  - Thalassämie
- Erwachsenenalter
  - Blutung
  - Eisenmangelanämie
  - Sideroblastische Anämie, angeboren oder erworben
  - Anämie einer chronischen Erkrankung,[2] obwohl dies eher eine normochrome, normozytäre Anämie verursacht. Mikrozytäre Anämie wurde von Weng et al. erörtert.[2]
  - Bleivergiftung
  - Vitamin-B6-Mangel

Weitere Arten, die für eine „typische“ Ursache der normochromen Anämie oder der mikrozytären Anämie gehalten werden, müssen ebenso in Betracht gezogen werden. Da es zwei oder mehr Ursachen für eine Anämie geben kann, wird diese „typische“ Ansicht stark verzerrt.